# Ferdinand Hidber
Ferdinand Hidber (* 23. Januar 1863 in Mels; † 16. Oktober 1909 ebenda) war ein Schweizer Schullehrer, Verleger und Politiker.

## Leben

### Familie
Ferdinand Hidber war der Sohn von Ferdinand Hidber (* 21. November 1819; † Juni 1889), einem Lehrer und Verleger des konservativen Blattes Sarganserländer, und dessen dritter Ehefrau.
Sein Onkel war der Hochschullehrer Basilius Hidber.
Er heiratete Aloisia, die Tochter von Franz Xaver Zweifel, Kreiskommandant und Gemeindeammann von Schänis; gemeinsam hatten sie vier Töchter.

### Werdegang
Nach dem Besuch der Primarschule in Mels und der Realschule (siehe Flade) in St. Gallen erhielt Hidber seine Ausbildung zum Lehrer von 1878 bis 1881 am Lehrerseminar in Rorschach. Als Primarlehrer arbeitete er in Schwendi-Weisstannen, Rufi-Schänis, Maseltrangen und später von 1884 bis 1894 in Mels.
Von 1891 bis 1909 war er Redaktor und von 1905 bis 1908 Verleger des Sarganserländers, des Blattes seines Vaters. In dieser Funktion setzte er sich für konservative und katholische Interessen ein.

### Politisches und gesellschaftliches Wirken
Hidber übernahm nach dem Tod seines Vaters 1889 dessen Platz im Gemeinderat von Mels und wurde 1894 Gemeindeammann, ein Amt, das er bis 1905 innehatte. Von 1891 bis 1909 sass er im Grossen Rat des Kantons St. Gallen. Zudem war er vom 12. April 1898 bis 1. Oktober 1905, als Nachfolger des verstorbenen Wilhelm Good, katholisch-konservativer Nationalrat, bevor er zurücktrat.
Er wurde 1883 Unteragent der Feuerversicherungsgesellschaft Phönix, war Bezirksagent der Schweizerischen Mobiliar-Versicherungs-Gesellschaft und Präsident des Kirchenverwaltungsamtes und des Konsumvereins Mels-Sargans von 1896 bis 1907.
In Mels initiierte er einige wichtige öffentliche Werke, unter anderem das Elektrizitätswerk und die Realschule, trat im Kanton als einer der Ersten für die Einführung der Pachtjagd ein, erwarb sich Verdienste um die Rhein- und Seezverbauung und war ein Vorkämpfer der kantonalen Proporzbewegung.